# Meryll Malone
Meryll Malone is een Surinaams gospelzangeres. Ze zong in 2006 het winnende lied tijdens SuriPop.

## Biografie
Meryll Malone is afkomstig uit Nickerie. Ze werd in 2003 en 2004 uitgeroepen tot de beste zingende student van Suriname tijdens het Peace Forever Scholieren Songfestival in het Anthony Nesty Indoor Stadion.
Ze deed in 2004 mee met SuriPop en vervolgens nogmaals in 2006. Deze laatste keer vertolkte ze het lied Na yu sey van de hand van Bernice Hubard. Het werd dit jaar de winnende inzending. Ze zong het gospellied met het koor Hope And Togetherness onder leiding van Harold Telgt.
In 2020 bracht ze samen met Debora Swanenberg en Ruth Creebsburg-Nortan de single Yep’ opo a nen fu Sranan uit, waarin ze alle Surinamers in de wereld oproepen om een bijdrage te leveren aan de wederopbouw van het land. Het lied werd formeel overhandigd aan Marinus Bee, de voorzitter van De Nationale Assemblee, en Iwan Rasoelbaks, de waarnemend president van het Surinaamse Hof van Justitie.
Einde 2020 nam ze een kerstmedley op voor de Evangelische Broedergemeente Suriname.